# Poecilotheria subfusca
Poecilotheria subfusca är en spindelart som beskrevs av Pocock 1895. Poecilotheria subfusca ingår i släktet Poecilotheria och familjen fågelspindlar.
Artens utbredningsområde är Sri Lanka. Inga underarter finns listade i Catalogue of Life.